# Паелья

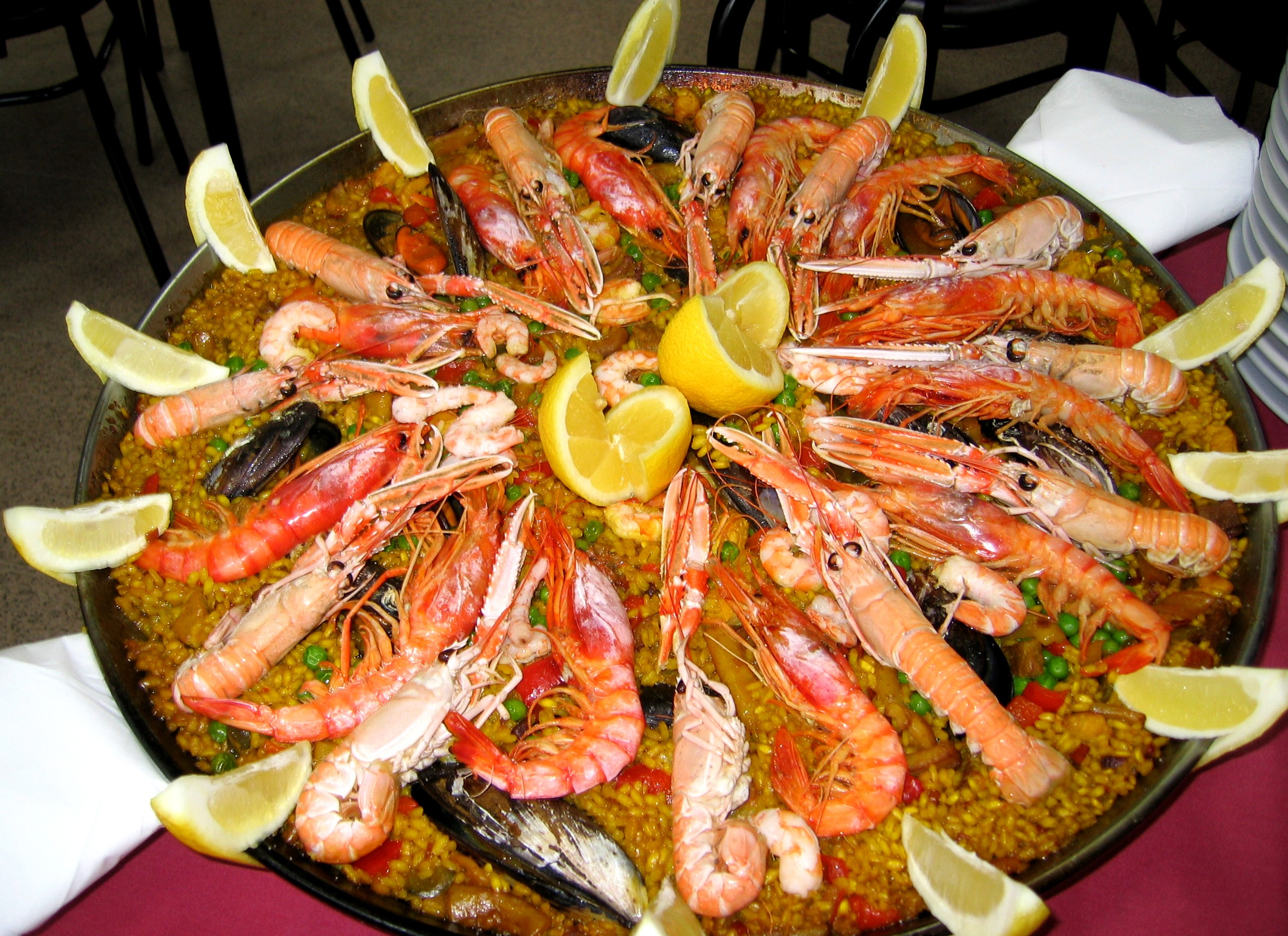
«Морська» паелья

Паелья, або паея, (ісп., кат. paella, від лат. patella — «пательня, сковорода») — іспанська (валенсійська) страва найчастіше з рису, або маленьких макаронних ріжків, з доданням шафрану та оливкової олії. Паелья може бути рибною або м'ясною, з морських продуктів або м'яса птиці, рідше змішаною. Існує багато різновидів цієї страви. Основний час тушкування паельї приходиться на приготування соусу. Потім в цьому соусі смажиться або вариться рис та інші овочі, до яких потім додаються креветки, устриці та різноманітні спеції.
За походженням первісно паелья — це їжа звичайних рибалок-бідняків (ісп. pescatores), що раніше готувалася прямо на березі, по поверненні з моря. Вважається, що слово паелья потрапило в іспанську мову з каталанської наприкінці 19-го ст. Саме поняття походить від давньофранцузького слова paele, а ще раніше від латинського patella, що означає різновид великої сковороди або жерстяного дека чи миски. 1900 року слово перейняли валенсійці для позначення ним місцевої страви. Невдовзі паелья стала відомою та популярною у всій Іспанії.
Раніше традиційно паелья була «недільною їжею»: її потрібно їсти разом, залишати на потім цю страву не дозволялося. У деяких регіонах Іспанії досі у вихідні дні за столом збирається вся родина, навіть двоюрідні чи троюрідні родичі, друзі, не лише для того, щоб обмінятися новинами, але й щоб приготувати й поласувати традиційною паельєю.
Приготування паельї — невеличке свято. Обов'язково має бути один кухар, що готує страву, і публіка, яка дає поради. Приготування страви може тривати кілька годин.
Якщо велику сковороду паельї не з'їдають всю одразу, то доїдають наступного дня.[джерело?]